# Opisthoncus kochi
Opisthoncus kochi är en spindelart som beskrevs av Zabka 1991. Opisthoncus kochi ingår i släktet Opisthoncus och familjen hoppspindlar. Inga underarter finns listade i Catalogue of Life.